# Голи
„Голи“ (на английски: Naked) е британски филм от 1993 година, психологическа драма с елементи на черна комедия на режисьора Майк Лий по негов собствен сценарий.
В центъра на сюжета е безработен и психически нестабилен ексцентрик, сблъскващ се с няколко различни персонажа в Лондон от началото на 90-те години - бившата му приятелка и нейните две съквартирантки, двойка бездомни младежи, нощен пазач с влечение към философията, пияна жена на средна възраст. Главните роли се изпълняват от Дейвид Тюлис, Лесли Шарп, Катрин Картлидж.